# 望城坡街道
望城坡街道为长沙市岳麓区下辖街道之一，位于岳麓区中部。地缘上，望城坡街道北与望岳街道接壤，西与天顶乡为界，南和梅溪湖街道相连，东南部与东北部依次与西湖街道、咸嘉湖街道为邻。街道总面积5平方公里，下辖8个社区，总人口约4.3万人（2006年）。

## 历史
辖区位于岳麓区中部，距市委，市政府机关新址1.5公里，系1998年区划微调时，由原天顶乡涧塘、望新2个村组建而成，1999年4月又划入天顶乡燕山村何家湾组，属城郊结合部。